# Deltagare i Giro d'Italia 2006
Deltagare i Giro d'Italia 2006. Dessa cyklister deltog i Giro d'Italia 2006. Wildcard gavs till Ceramica Panaria-Navigare och Selle Italia-Diquigiovanni.
| Discovery Channel Pro Cycling Team | Ag2r Prévoyance | Bouygues Télécom |
| 1 Paolo Savoldelli 2 Tom Danielson 3 Manuel Beltran 4 Vjatjeslav Jekimov 5 Benoît Joachim 6 Jason McCartney 7 Pavel Padrnos 8 José Luis Rubiera 9 Matthew White                                                                | 11 Sylvain Calzati 12 Íñigo Chaurreau 13 Renaud Dion 14 Hubert Dupont 15 John Gadret 16 Jurij Krivtsov 17 Carl Naibo 18 Mark Scanlon 19 Tomas Vaitkus                                           | 21 Giovanni Bernaudeau 22 Sébastien Chavanel 23 Stef Clement 24 Olivier Bonnaire 25 Andy Flickinger 26 Yohann Gene 27 Arnaud Labbe 28 Yoann Le Boulanger 29 Laurent Lefèvre                        |
| Caisse d'Épargne-Illes Balears | Ceramica Panaria-Navigare | Cofidis |
| 31 José Luis Carrasco Gamiz 32 Vladimir Jefimkin 33 Imanol Erviti Ollo 34 Marco Fertonani 35 José Iván Gutiérrez Palacios 36 Joan Horrach Rippoll 37 José Cayetano Julia 38 Mikel Pradera Rodriguez 39 Francisco Pérez Sánchez | 41 Emanuele Sella 42 Luca Mazzanti 43 Moises Aldape 44 Fortunato Baliani 45 Miguel Ángel Rubiano 46 Sergij Matvejev 47 Julio Alberto Perez Cuapio 48 Maximiliano Richeze 49 Luis Felipe Laverde | 51 Leonardo Bertagnolli 52 Leonardo Duque 53 Thierry Marichal 54 Amaël Moinard 55 Maxime Monfort 56 Cristian Moreni 57 Iván Parra 58 Staf Scheirlinckx 59 Rik Verbrugghe                           |
| Crédit Agricole | Davitamon-Lotto | Euskaltel-Euskadi |
| 61 Francesco Bellotti 62 Aleksandr Botjarov 63 William Bonnet 64 Christophe Edaleine 65 Patrice Halgand 66 Rémi Pauriol 67 Benoît Poilvet 68 Yannick Talabardon 69 Nicolas Vogondy                                             | 71 Christophe Brandt 72 Nick Gates 73 Josep Jufré Pou 74 Jan Kuyckx 75 Robbie McEwen 76 Preben Van Hecke 77 Wim Van Huffel 78 Henk Vogels 79 Bert Roesems                                       | 81 Beñat Albizuri 82 Andoni Aranaga 83 Koldo Fernández 84 Iker Flores 85 Markel Irizar 86 Roberto Laiseka 87 David López García 88 Antton Luengo 89 Iban Mayoz                                     |
| Française des Jeux | Gerolsteiner | Lampre-Fondital |
| 91 Bradley McGee 92 Sandy Casar 93 Carlos da Cruz 94 Mickael Delage 95 Arnaud Gérard 96 Philippe Gilbert 97 Gustav Larsson 98 Cyrille Monnerais 99 Jussi Veikkanen                                                             | 101 Robert Förster 102 Torsten Hiekmann 103 Sven Krauss 104 Andrea Moletta 105 Volker Ordowski 106 Davide Rebellin 107 Matthias Russ 108 Ronny Scholz 109 Stefan Schumacher                     | 111 Damiano Cunego 112 Marzio Bruseghin 113 Paolo Fornaciari 114 Jevgenij Petrov 115 Gorazd Štangelj 116 Sylvester Szmyd 117 Paolo Tiralongo 118 Tadej Valjavec 119 Patxi Vila                     |
| Liberty Seguros | Team Liquigas | Phonak Hearing Systems |
| 121 Dariusz Baranowski 122 Giampaolo Caruso 123 Koen de Kort 124 Daniel Navarro Garcia 125 Unai Osa Eizaguirre 126 Javier Ramirez 127 Michele Scarponi 128 Marcos Antonio Serrano 129 Sergej Jakovlev                          | 131 Danilo Di Luca 132 Patrick Calcagni 133 Dario Cioni 134 Dario Andriotto 135 Vladimir Miholjević 136 Andrea Noe 137 Franco Pellizotti 138 Alessandro Spezialetti 139 Charles Wegelius        | 141 Martin Elmiger 142 Fabrizio Guidi 143 José Enrique Gutiérrez Cataluña 144 Jonathan Patrick McCarty 145 Axel Merckx 146 Victor Hugo Peña 147 Grégory Rast 148 Johann Tschopp 149 Steve Zampieri |
| Quick Step-Innergetic | Rabobank | Saunier Duval |
| 151 Serge Baguet 152 Paolo Bettini 153 Davide Bramati 154 Addy Engels 155 Juan Manuel Gárate 156 José Antonio Garrido 157 Leonardo Scarselli 158 Jurgen Van De Walle 159 Remmert Wielinga                                      | 161 Mauricio Ardila 162 Theo Eltink 163 Graeme Brown 164 Mathew Hayman 165 Aleksandr Kolobnev 166 Grischa Niermann 167 Marc de Maar 168 Michael Rasmussen 169 Marc Wauters                      | 171 Gilberto Simoni 172 Ángel Gómez 173 Rubén Lobato Elvira 174 Piotr Mazur 175 Manuele Mori 176 Aaron Olsen 177 Leonardo Piepoli 178 Marco Pinotti 179 Guido Trentin                              |
| Colombia Selle-Italia | Team CSC | Team Milram |
| 181 José Rujano 182 José Serpa 183 Wladimir Belli 184 Sergio Barbero 185 Alessandro Bertolini 186 Gabriele Missaglia 187 Raffaele Illiano 188 Alberto Loddo 189 Santo Anza                                                     | 191 Ivan Basso 192 Carlos Sastre 193 Nicki Sørensen 194 Michael Blaudzun 195 Bobby Julich 196 Jens Voigt 197 Giovanni Lombardi 198 Volodymyr Gustov 199 Iñigo Cuesta                            | 201 Alessandro Petacchi 202 Alessandro Cortinovis 203 Sergio Ghisalberti 204 Christian Knees 205 Mirco Lorenzetto 206 Alberto Ongarato 207 Elia Rigotto 208 Fabio Sacchi 209 Alessandro Vanotti    |
| T-Mobile Team | | |
| 211 Scott Davis 212 Sergej Gontjar 213 Matthias Kessler 214 André Korff 215 Jörg Ludewig 216 Olaf Pollack 217 Michael Rogers 218 Frantisek Rabon 219 Jan Ullrich                                                               | | |